# Schwarzottern
Schwarzottern (Pseudechis) sind eine in Australien und Neuguinea verbreitete Gattung der Schlangen aus der Familie der Giftnattern (Elapidae). Der wissenschaftliche Name der Gattung ist aus dem griechischen Wort „pseudes“ für „falsch“ und dem Namen der Viperngattung Echis zusammengesetzt, bedeutet wörtlich also „Falscher Echis“. Die Arten haben ein Gift mittlerer Wirksamkeit, das vor allem hämolytisch, gerinnungshemmend und muskelgewebezerstörend (myolytisch) wirkt. Todesfälle bei Menschen sind sehr selten.

## Merkmale

### Körperbau
Schwarzottern sind große bis sehr große Giftnattern, die Tiere erreichen Gesamtlängen bis 2,0 m, nach einigen Autoren aber auch bis 2,7 m. Die Tiere sind schlank gebaut, der Kopf ist groß und zumindest bei adulten Exemplaren deutlich vom relativ schlanken Hals abgesetzt. Der Canthus ist scharfkantig ausgebildet. Die Geschlechter unterscheiden sich hinsichtlich Größe und Färbung nicht.

### Beschuppung
Wie alle Giftnattern haben auch Schwarzottern auf dem Oberkopf neun große, symmetrische Schilde. Die Tiere haben zwei primäre Temporalia. Die Subcaudalia sind vollständig oder teilweise ungeteilt. Das Analschild ist geteilt. Die Tiere haben 17–19 dorsale Schuppenreihen in der Körpermitte.

### Färbung
Der deutsche Name „Schwarzottern“ ist ebenso wie der englische Name "Black Snakes" nicht ganz zutreffend, da nur vier der derzeit anerkannten sechs Arten oberseits einfarbig schwarz sind. Die Art mit dem größten Verbreitungsgebiet, die Mulgaschlange, ist oberseits variabel braun, dunkelbraun oder kupferrot, wobei die Schuppen an der Basis meist deutlich heller sind. P. colletti ist oberseits hellbraun, dunkelbraun oder schwarz und zeigt auf diesem Grund eine unregelmäßige blassrote bis orangerote Bänderung.

## Verbreitung und Lebensraum
Die Gattung kommt in Australien und Neuguinea vor. Sieben Arten sind Endemiten Australiens, P. papuanus ist ein Endemit Neuguineas, P. rossignolii kommt in Neuguinea und Indonesien (Westneuguinea) vor. Die Mulgaschlange ist offenbar ebenfalls auf Australien beschränkt, der bisher zu P. australis gestellten Population auf Neuguinea wird neuerdings Artstatus zuerkannt (P. rossignolii). Mindestens vier der neun Arten haben relativ kleine Verbreitungsgebiete; die Mulgaschlange kommt hingegen in fast ganz Australien vor, auch P. porphyriacus hat ein großes Verbreitungsgebiet im östlichen Australien. Schwarzottern bewohnen ein breites Spektrum von Lebensräumen von tropischen Regenwäldern im Norden und Osten bis zu ariden Bereichen im Westen des Kontinents.

## Systematik

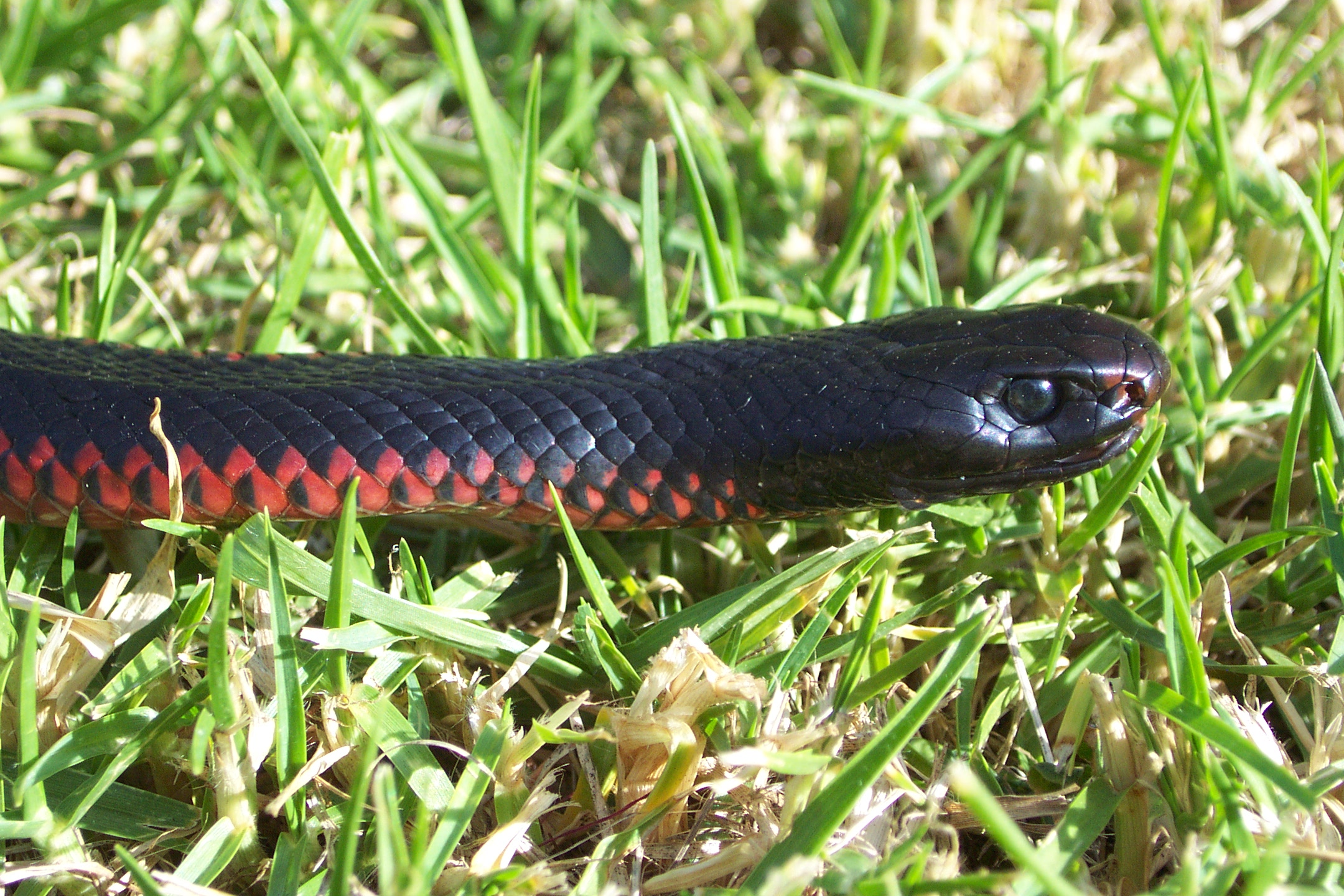
Rotbäuchige Schwarzotter, Totfund

Zurzeit werden neun Arten anerkannt (Stand: Dezember 2022):
- Mulgaschlange (Pseudechis australis (Gray, 1842))
- Pseudechis butleri Smith, 1982
- Collet-Schwarzotter (Pseudechis colletti Boulenger, 1902)
- Gefleckte Schwarzotter (Pseudechis guttatus De Vis, 1905)
- Pseudechis pailsei (Hoser, 1998)
- Pseudechis papuanus Peters & Doria, 1878
- Rotbäuchige Schwarzotter (Pseudechis porphyriacus (Shaw, 1794))
- Pseudechis rossignolii (Hoser, 2000)
- Pseudechis weigeli (Wells & Wellington, 1987): zuvor als P. australis geführte Populationen, jedoch nach Maddock, Fry et al. (2016) als eigenständige Art zu sehen, basierend auf molekularbiologischen Untersuchungen[2]

Die bisher zu P. australis gestellten Populationen in Neuguinea sowie im nordöstlichen Australien sollten aufgrund molekulargenetischer Untersuchungen jeweils Artstatus erhalten; für die Population in Neuguinea wurde der Name P. rossignolii vorgeschlagen und für die Population in Nordostaustralien der Name P. pailsei.

## Lebensweise, Ernährung und Fortpflanzung
Schwarzottern sind überwiegend nachtaktiv und offenbar ausschließlich bodenbewohnend. Die Ernährung ist, soweit bekannt, vielseitig und besteht aus einem breiten Spektrum kleiner Wirbeltiere wie Nagetieren, Eidechsen, Schlangen und Fröschen. Bei den meisten Arten machen Säuger jedoch weniger als 10 % der Beute aus, nur bei P. guttatus bilden Säuger mit 39 % der Beute einen deutlich höheren Anteil. P. porphyriacus ist lebendgebärend (vivipar), die anderen Arten sind, soweit bekannt, eierlegend (ovipar).

## Gift
Die Arten der Gattung werden recht einheitlich als wenig aggressiv beschrieben. Das Gift der Schwarzottern enthält vor allem hämolytisch, gerinnungshemmend und muskelgewebezerstörend (myolytisch) wirkende Komponenten. Die durchschnittliche Giftmenge je Biss ist für zwei Arten untersucht, sie wird bei der Mulgaschlange mit 180 bis 190 mg Trockengewicht angegeben, bei P. porphyriacus mit 32 bis 40 mg. Das Gift hat eine mittlere Wirksamkeit, der LD50-Wert bei Mäusen liegt bei 1,53–2,53 mg pro kg.
Todesfälle bei Menschen sind sehr selten. Typisches Symptom nach einem Biss ist ein starkes Anschwellen der gebissenen Gliedmaße, das nach einigen Tagen abklingt. Weitere Symptome sind Übelkeit, Erbrechen, Blutgerinnungsstörungen und Muskelzerstörungen. Bei einem durch eine Mulgaschlange verursachten dokumentierten Todesfall trat der Tod 37 Stunden nach dem Biss ein, Todesursache war eine weitgehende Zerstörung des Herzmuskels.